# Dobrá (Stožec)
Dobrá (deutsch Guthausen) ist ein Ortsteil der Gemeinde Stožec (Tusset) im Okres Prachatice in der Region Jihočeský kraj (Südböhmen) in Tschechien. Das kleine Straßendorf liegt jeweils drei Kilometer nördlich von Stožec und südwestlich von der Stadt Volary (Wallern).

## Geographie

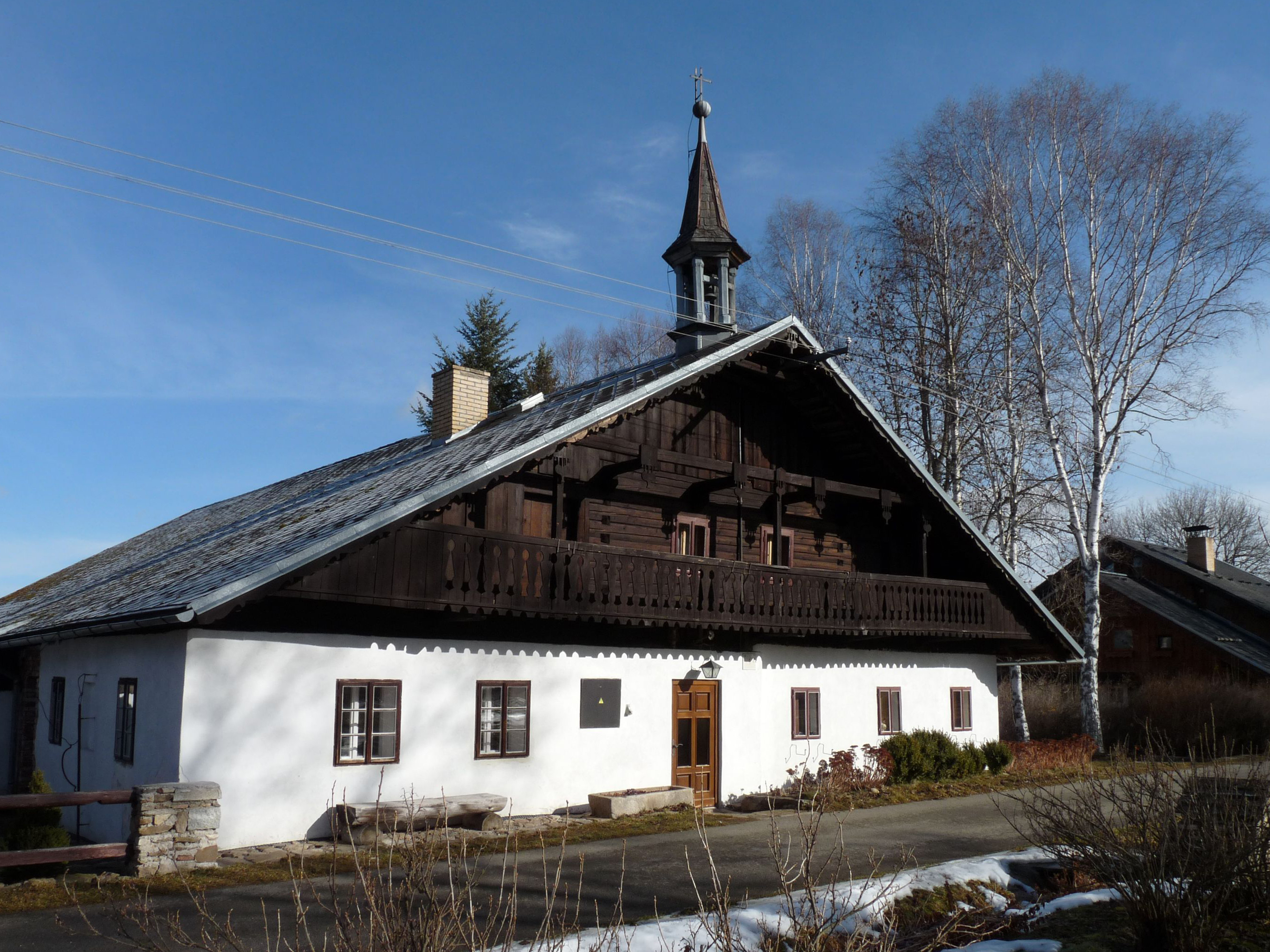
Forsthaus (Wallerer Haus) in Dobrá

Der Ort am Fuß des 1065 Meter hohen Stožec (Tussetberg) erstreckt sich über eine Länge von etwa 1500 Metern, im Tal der Warmen Moldau (tschechisch Teplá Vltava). Die deutsche Grenze liegt etwa fünf Kilometer westlich.
Die nächstgelegenen Orte sind die Stadt Volary im Nordosten, die Einschicht Černý Kříž (Schwarzes Kreuz) und das Dorf Stožec jenseits des Berges im Süden sowie České Žleby (Böhmisch Röhren) im Westen und Lenora (Eleonorenhain) im Nordwesten.
Dobrá ist Ortsteil sowie Grundsiedlungseinheit von Stožec und ist Teil des Katastralbezirks České Žleby.

## Geschichte
Guthausen wurde 1816 erstmals urkundlich erwähnt. Im Jahr 1921 hatte das Dorf 585 Einwohner und 61 Häuser, 1930 war die Zahl der Einwohner auf 562 gesunken, die Zahl der Häuser hatte sich um acht erhöht. In den Jahren 1945 und 1946 wurden die sudetendeutschen Bewohner infolge der Beneš-Dekrete vertrieben. Durch die Nähe zum Eisernen Vorhang gab es wegen der Grenzzonen wenig Zuwanderung. Die Auenlandschaft, Teile des Bergs und der Ort selbst wurden in den Jahren 1989 bis 1995 unter Schutz gestellt. Im Jahr 2011 hatte Dobrá nur 12 ständige Einwohner, bei einer Zahl von 24 Häusern.

## Sehenswürdigkeiten
- Die Wildhüterhütte „Myslivna“ (Dobrá čp. 26) ist ein Kulturdenkmal. Sie befindet sich auf der Ostseite des Dorfes Dobrá am Waldrand. Das einstöckige Haus ist teilweise mit Bretter verschalt und zeigt einen einseitigen Krüppelwalm am Nordgiebel. Das Haus wurde am 3. Mai 1958 als Denkmal geschützt, der Schutz trat 1963 in Kraft.[2]
- Das Forsthaus (Dům čp. 10) ist ein typisches Wallerer Haus mit flachem Giebel und einem kleinen Glockentürmchen.
- Einige Häuser des Ortes sind Mischformen des Wallerer Haus mit steilerem Dach oder Dächern mit Krüppelwalm. Von anderen Häusern sind nur noch Mauerreste vorhanden.
- Die kleine Kapelle des Orts hat ein Dach mit hölzernen Schindeln.
- Das gesamte Straßendorf Dobrá wurde am 25. Juli 1995 als Dörfliches Denkmalreservat (vesnická památková rezervace, ÚSKP 1071) unter Schutz gestellt.[3]

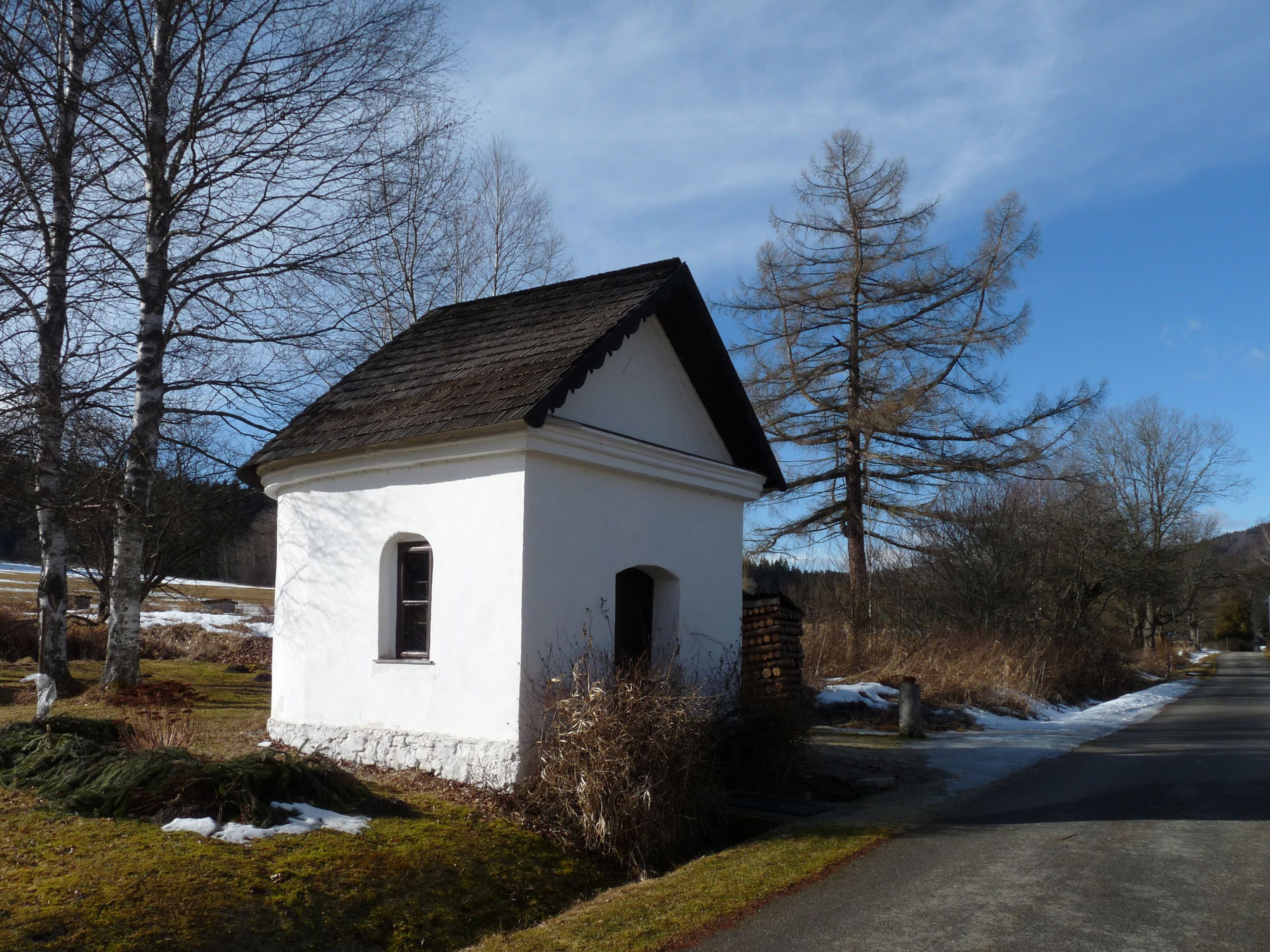
Die Kapelle
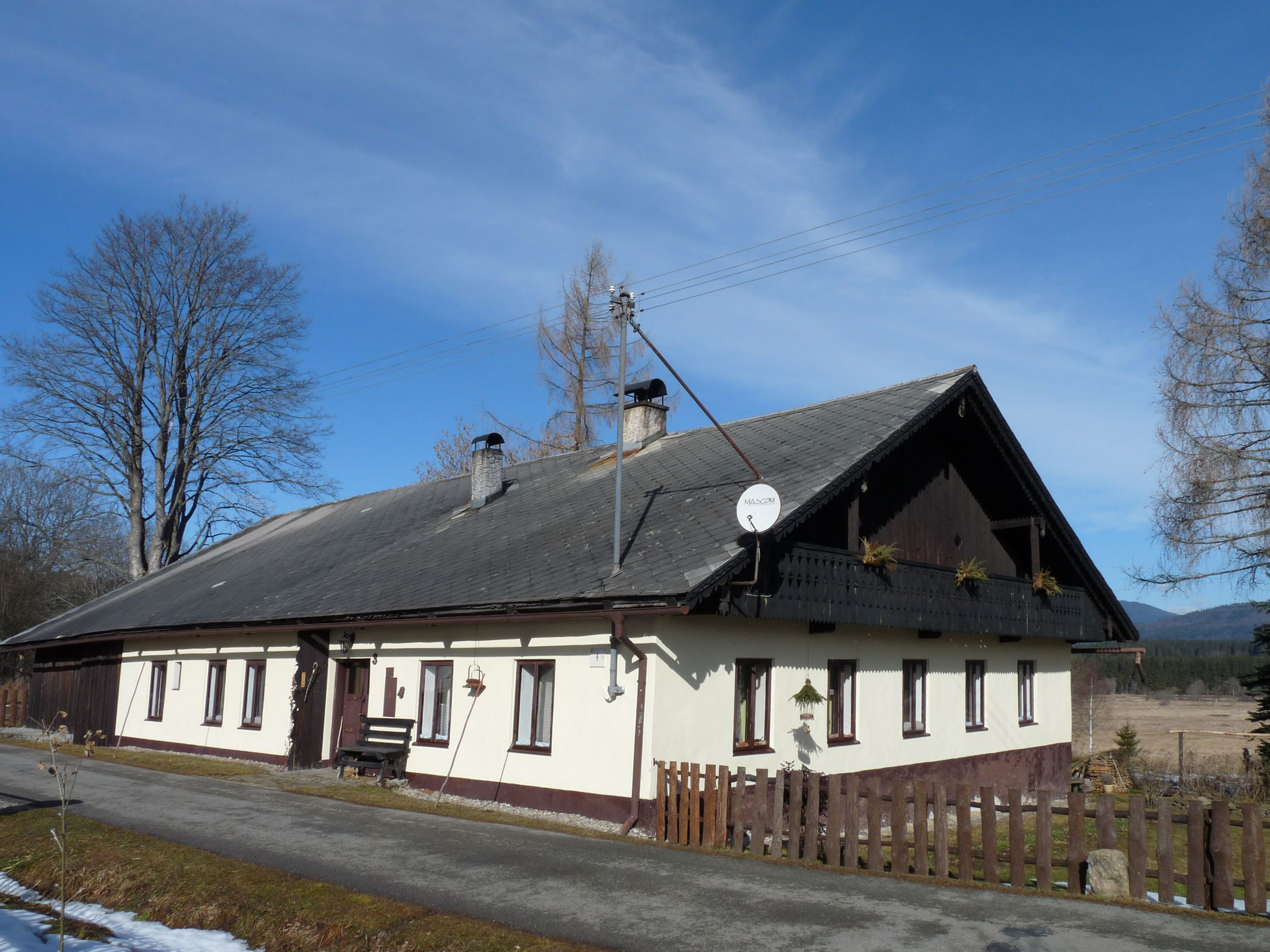
Haus in Dobrá
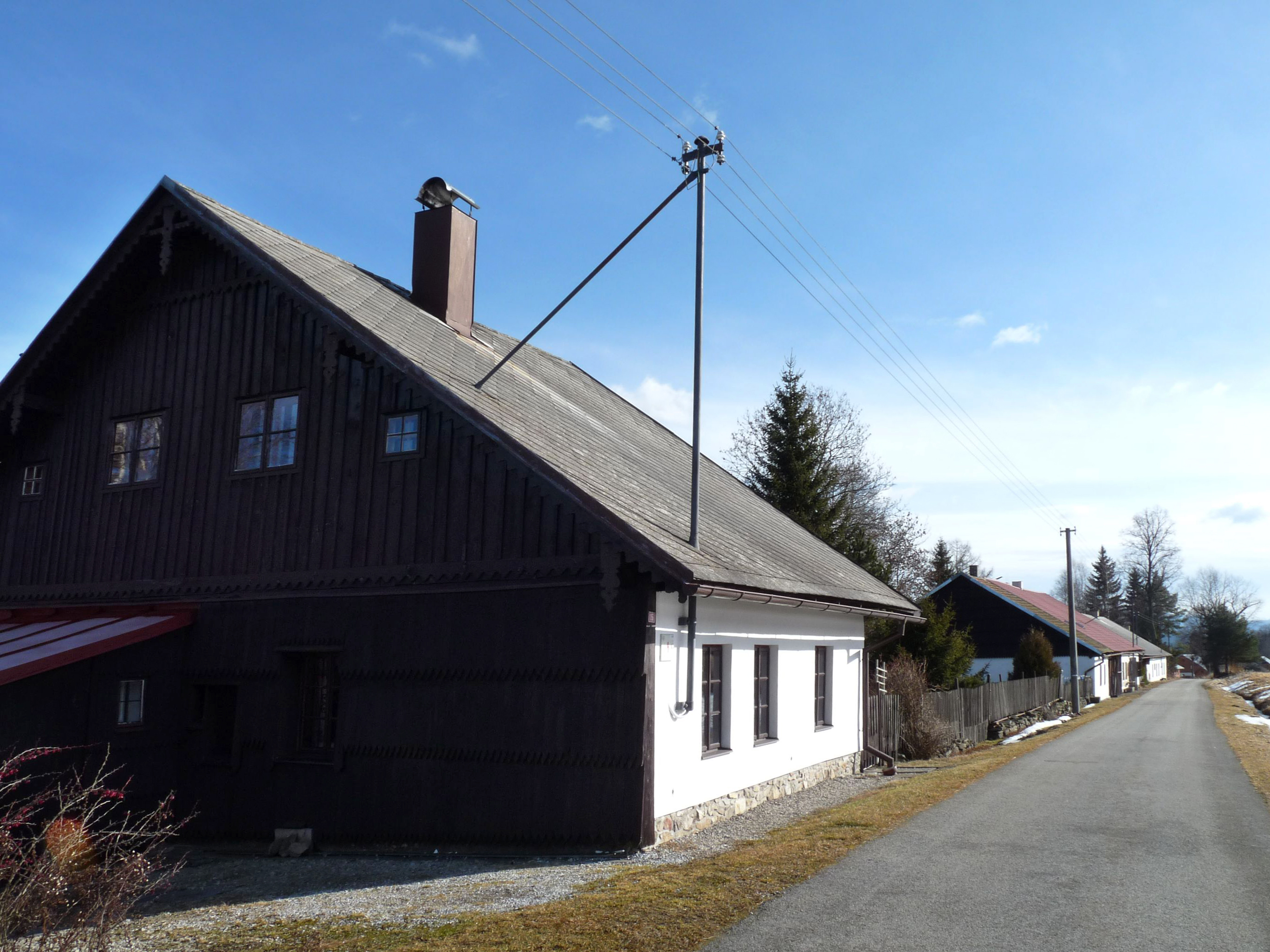
Ortsansicht
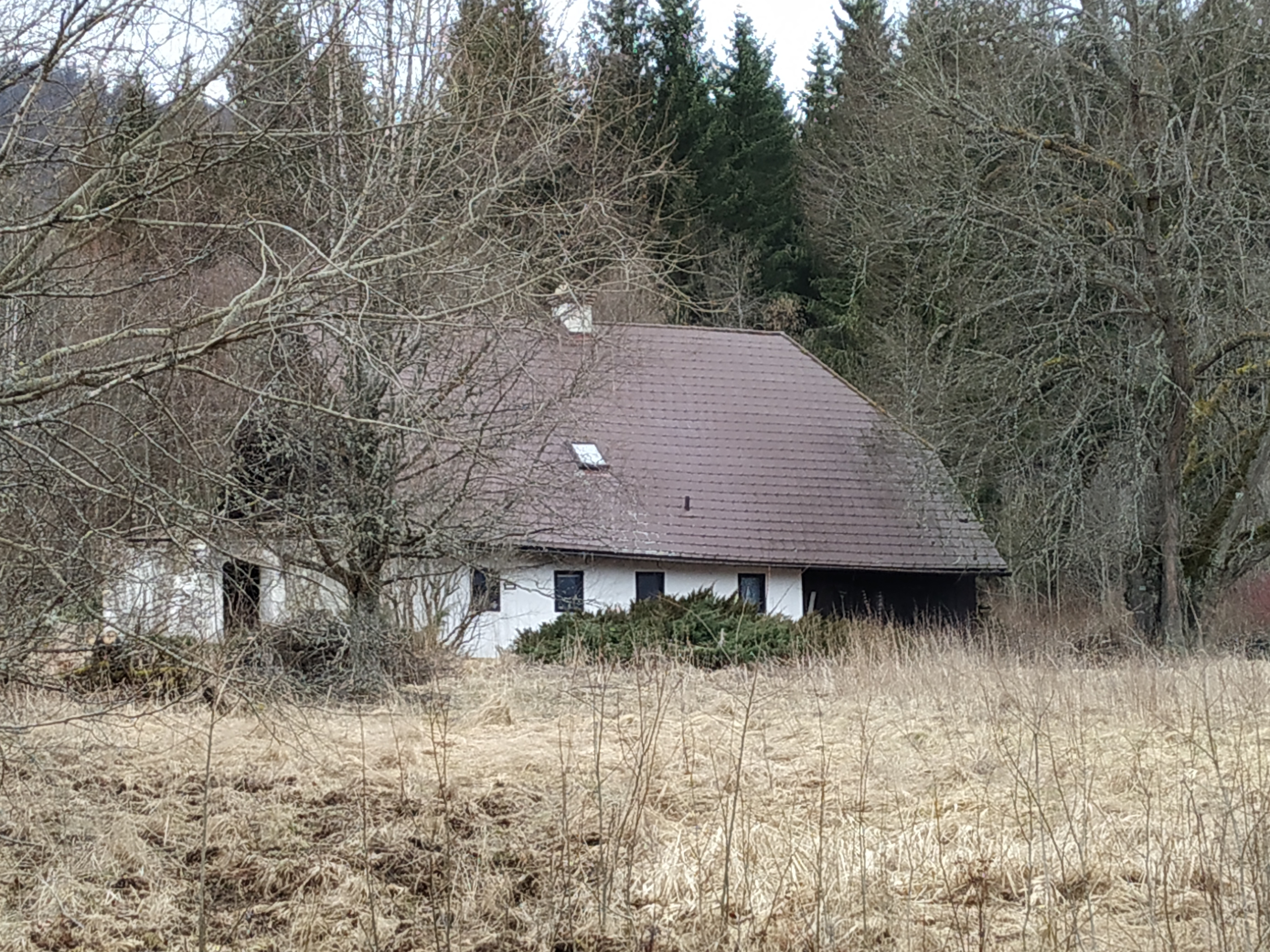
„Myslivna“

## Natur
- Der Gipfel und der nordöstliche Teil des Berges Stožec stehen seit 1990 unter Naturschutz. Sie wurden im folgenden Jahr Teil der Zone I des Nationalparks Šumava.
  - Eine Skipiste mit Lift gibt es im Nachbarort České Žleby.
- Das Nationale Naturdenkmal „Vltavský luh“ (PP 1152, Moldau-Auen) ist ein 1714,3 Hektar großes Schutzgebiet in der Auenlandschaft der Warmen Moldau nördlich und südöstlich von Dobrá. Dazu gehören mäandrierenden Wasserläufe, alte Flussbetten und ausgedehnte Torfmoore sowie Wiesen mit seltenen Pflanzen- und Tierarten. Es hat die IUCN-Kategorie Ib – Wildnisgebiet[4] Dobrá ist Endpunkt des Lehrpfades „Soumarské rašeliniště“ (Säumermoor) mit einem Aussichtsturm.
- Mrtvý luh (Tote Au, auch Filzau), ein 394 Hektar großes Durchströmungsmoor am Zusammenfluss von Warmer und Kalter Moldau (Studená Vltava) ist seit 1991 Teil der nicht zugänglichen Schutzzone des Nationalparks (Zone I). Die von der Sonne gebleichten Baumskelette entstanden durch unterirdischen Torfbrand.

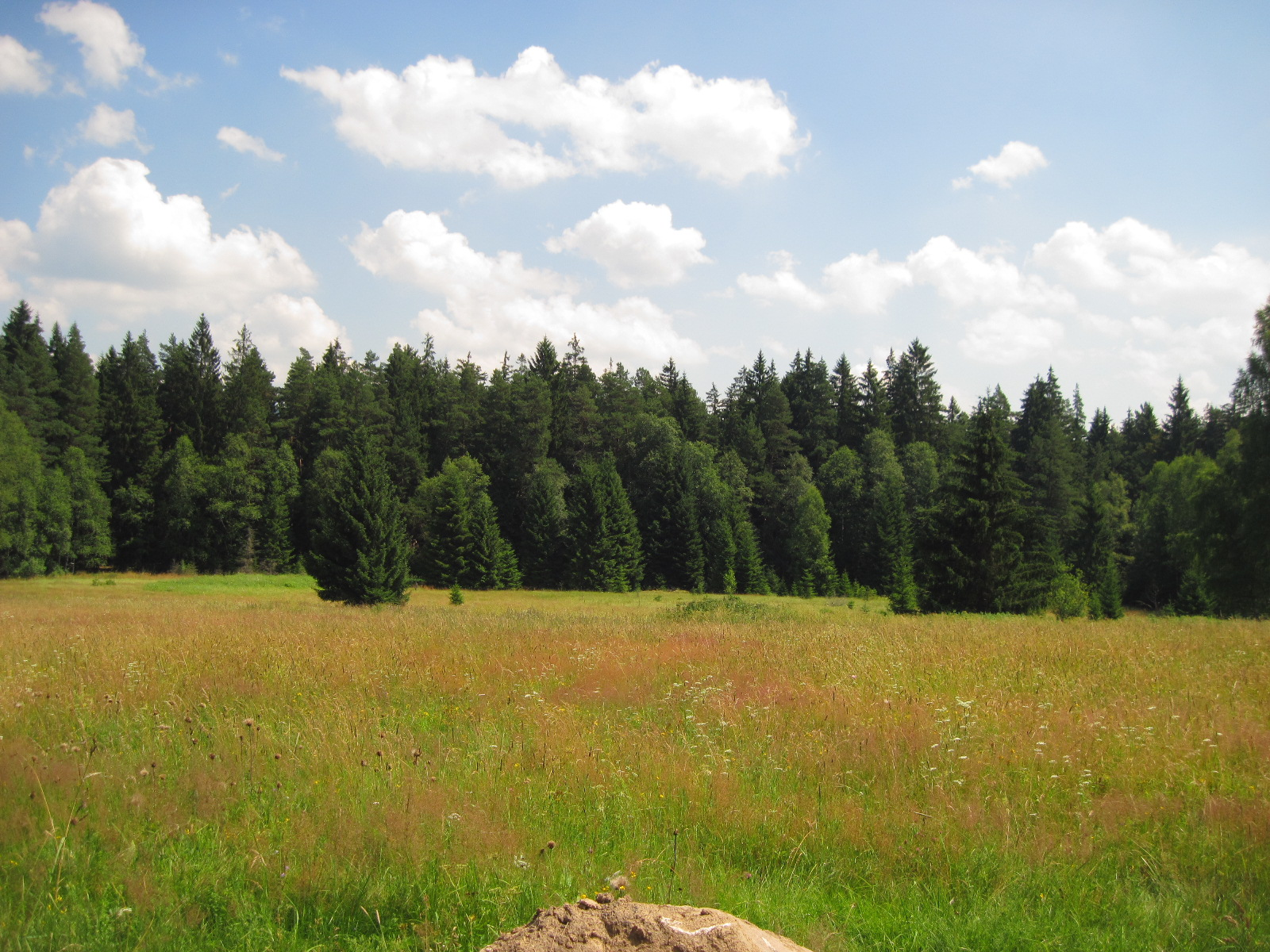
Bergwiesen im Schutzgebiet
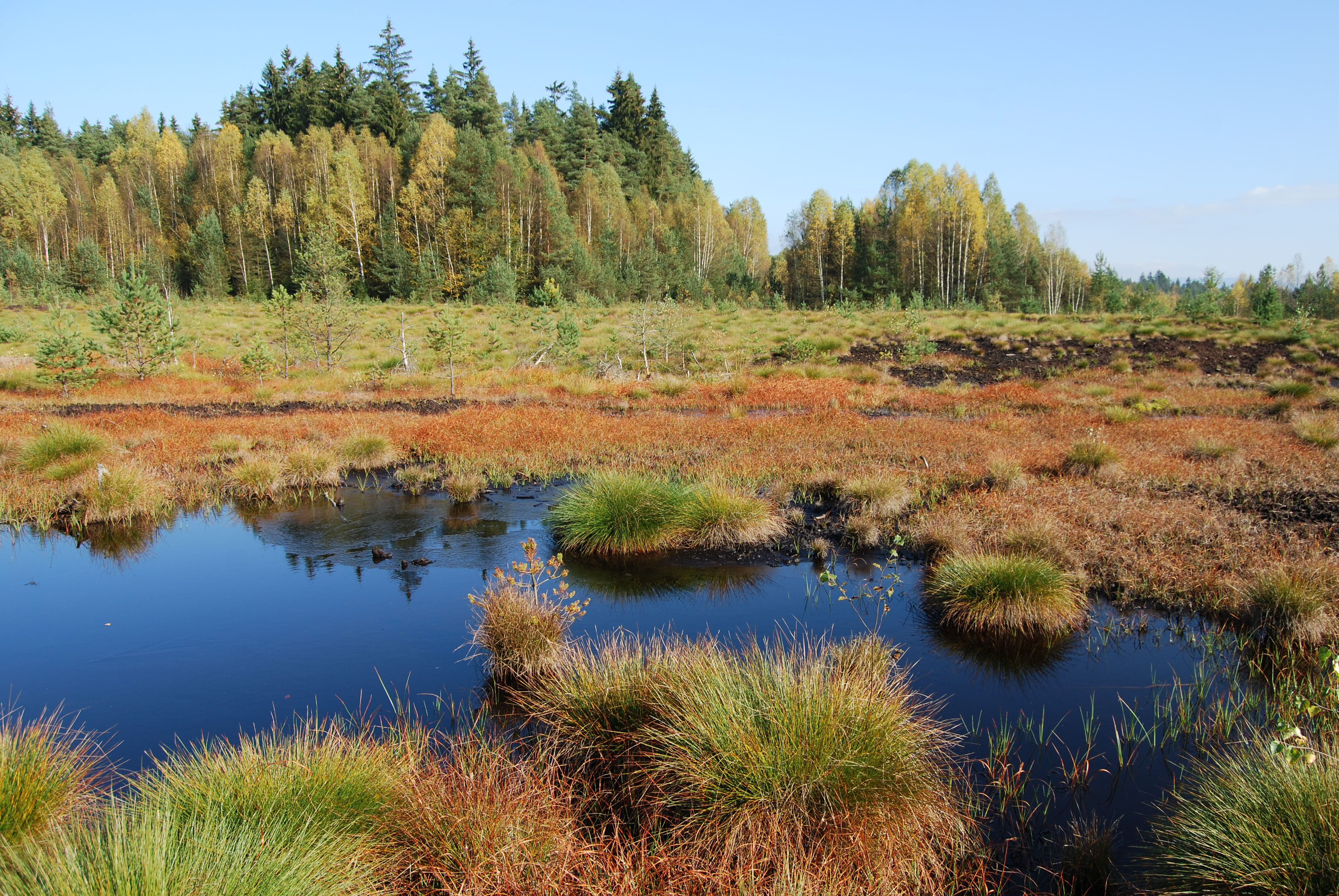
Moorlandschaft
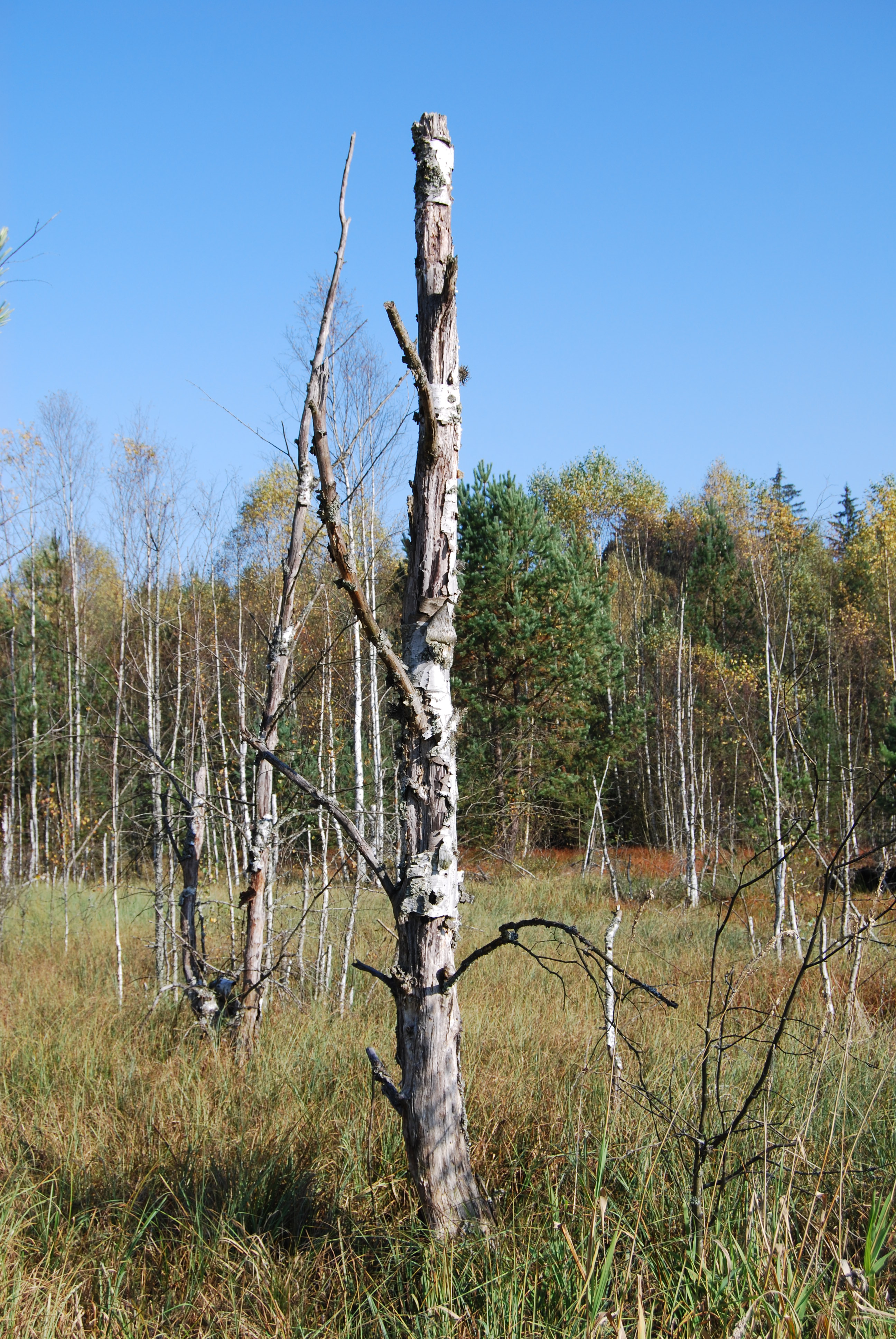
Tote Bäume am Lehrpfad
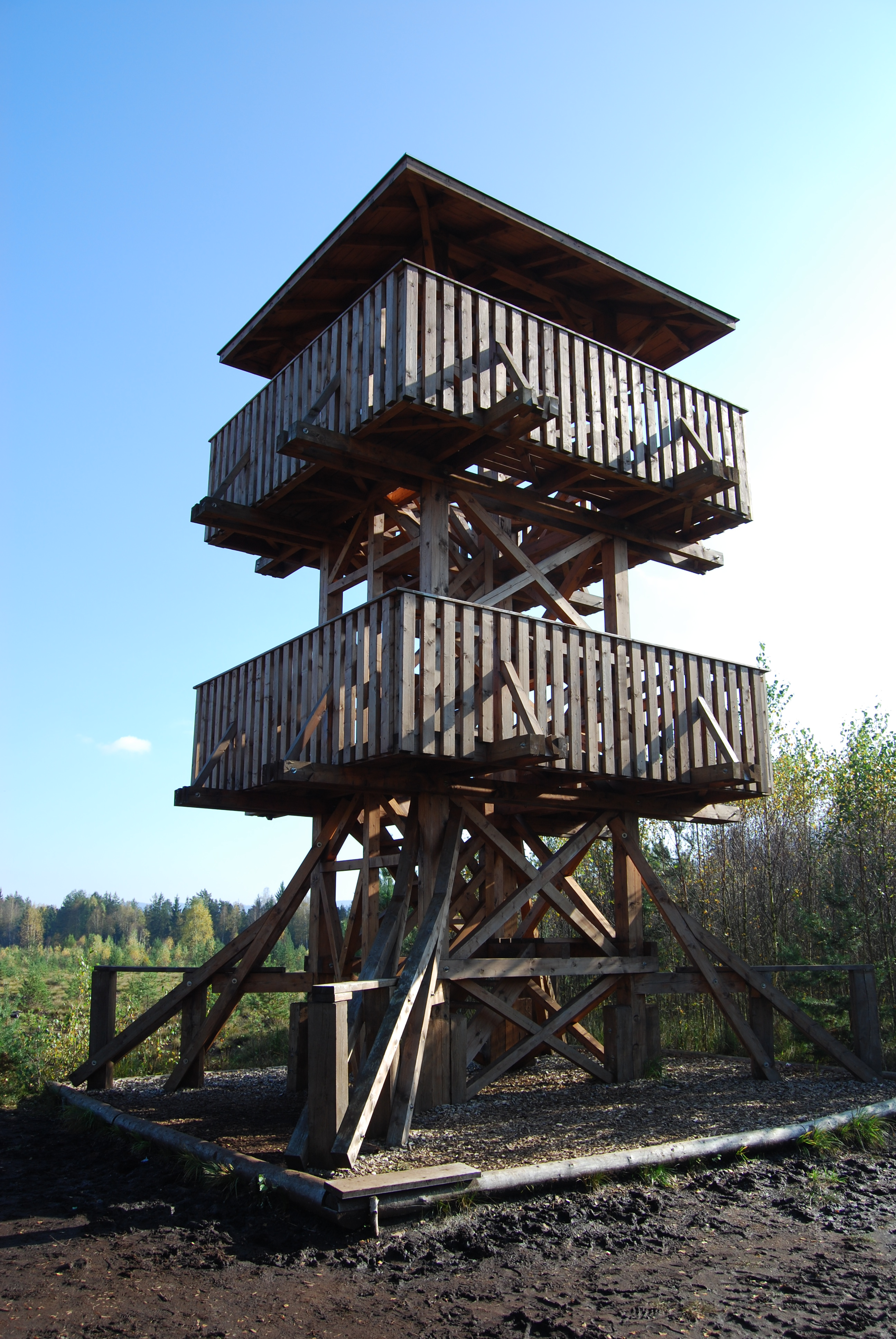
Aussichtsturm

## Verkehr

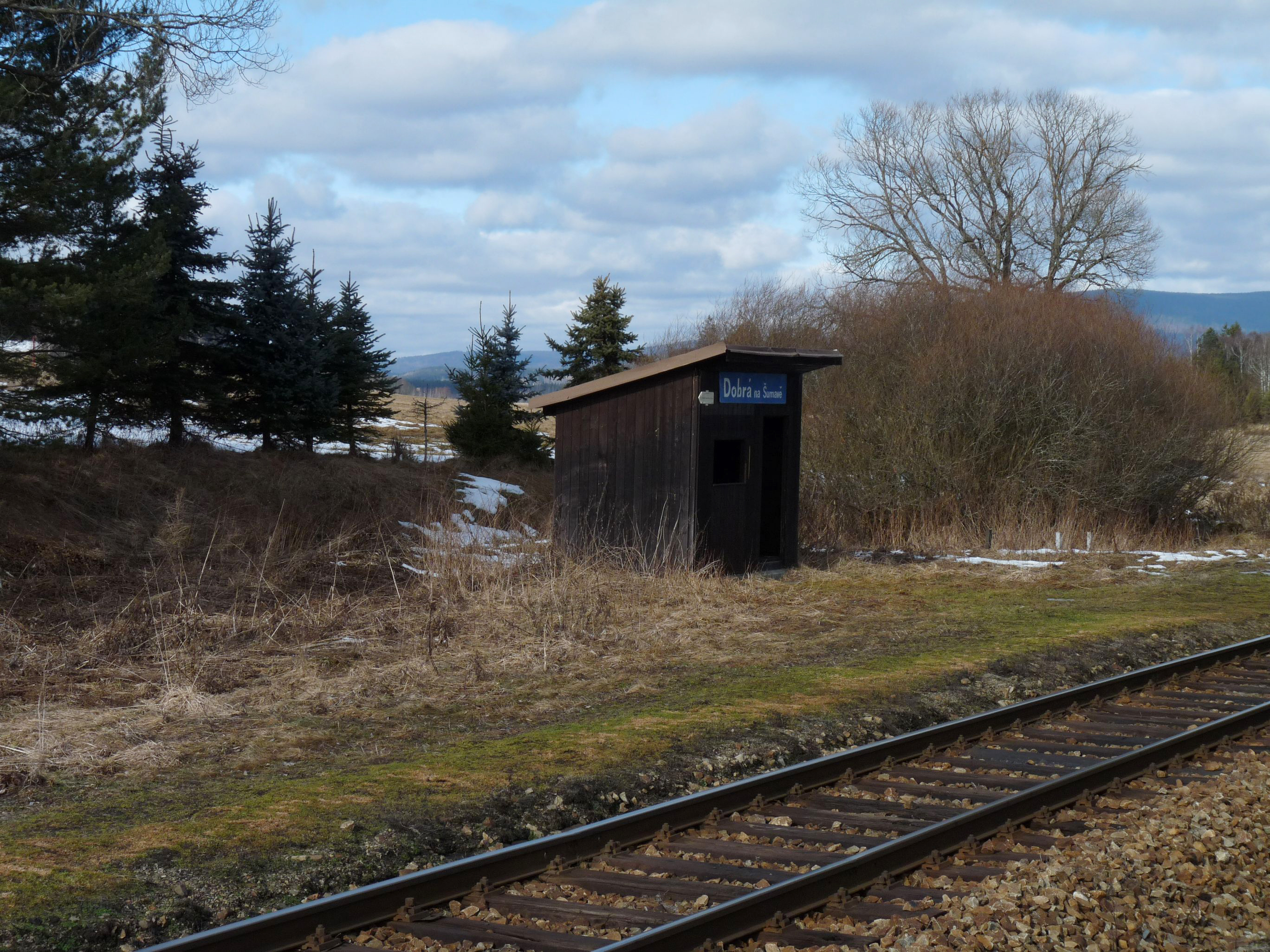
Haltepunkt Dobrá na Šumavě

Der Haltepunkt Dobrá na Šumavě an der Bahnstrecke Číčenice–Haidmühle liegt etwa 1200 Meter südöstlich vom Ortsrand entfernt.

## Persönlichkeiten
- Rosa Tahedl (1917–2006), Lehrerin und Heimatschriftstellerin
- Daniel Herman (* 1963), tschechischer Kulturminister (2014–2017), verbrachte hier einen Teil seiner Kindheit.